# ويليام أوستين (لاعب كريكت)
ويليام أوستين (1801 في المملكة المتحدة - ) (بالإنجليزية: William Austin)‏ هو لاعب كريكت بريطاني.

## وصلات خارجية
- ويليام أوستين على موقع إي آس بي آن كريك إنفو (الإنجليزية)